# Gérard de Burlet

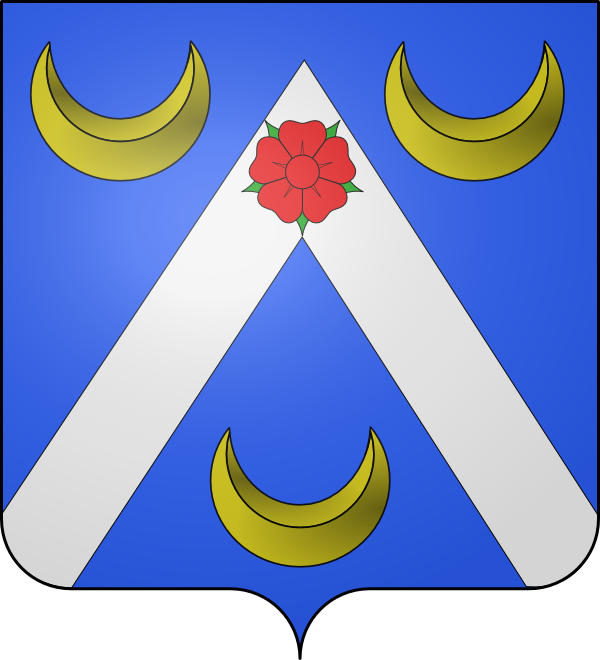
Wapen de Burlet

Gérard Antoine Joseph de Burlet (Perwijs, 31 maart 1772 - Elsene, 4 januari 1857) was een officier in Oostenrijkse dienst en een Belgisch edelman.

## Geschiedenis
- In 1763 verleende keizerin Maria Theresia opname in de erfelijke adel aan Lambert Burlet, grootvader van Gérard hierna.

## Levensloop
Gérard was een zoon van Lambert-Gérard Burlet junior, Oostenrijks officier, en van Marie-Josèphe de Bernard. Hij werd officier in het regiment dragonders Latour en werd maire van Perwijs. Hij trouwde in 1797 in Dexheim (Rijnland) met Marie Gertrude Laubenheimer (1775-1846). Ze kregen zes kinderen. In 1852 kreeg hij erkenning in de erfelijke adel.

## Afstammelingen
- Charles de Burlet (1799-1866) werd cadet in Oostenrijkse dienst. Later kwam hij in dienst van het Verenigd Koninkrijk der Nederlanden en trouwde in 1832 in Semarang met Jeannette Steenwinkel (1817-1872). Ze kregen acht kinderen, van wie de meeste in Java bleven, terwijl een paar naar Nederland terugkwamen. Met afstammelingen tot heden.
- Constantin de Burlet (1805-1876) werd notaris, schepen en voorzitter van de Commissie voor de Armenzorg in Perwijs. Hij trouwde in 1831 met Edouardine-Marie Capel (1803-1871). Ze hadden twee dochters en een zoon.
  - Edmond de Burlet (1835-1908), notaris, burgemeester van Perwijs, trouwde in 1862 in Mehaigne met Joséphine Bertrand (1839-1918) en ze hadden elf kinderen.
    - Charles de Burlet (1864-1938). Uitgedoofd in de mannelijke lijn.
    - Edmond de Burlet (1870-1949), notaris, trouwde in 1903 in Elsene met Hélène Debroux (1879-1969).
      - Pierre de Burlet (1904-1983), notaris, trouwde in 1949 in Brussel met Agnès Drappier (1914-2011). Met afstammelingen tot heden.

    - Louis de Burlet (1872-1937) trouwde in 1897 met Marguerite Horion (1876-1959). Op weg naar de uitdoving.
    - Gustave de Burlet (1874-1957), notaris, trouwde in Graven in 1901 met Alice de Leemans (1876-1903), met wie hij twee zoons had. Hij hertrouwde in Elsene in 1909 met Gabrielle Defuisseaux (1888-1993), met wie hij een dochter had, alvorens te scheiden in 1928. Met afstammelingen tot heden.
- Joséphine de Burlet (1808-1891) trouwde met Alexis Hody, administrateur-generaal van de staatsveiligheid.In 1839 verkreeg hij adelserkenning, in 1843 verkreeg hij de overdraagbare titel van ridder en in 1847 de overdraagbare titel van baron.
- Joseph de Burlet (1811-1879), beheerder van het discontokantoor van de Nationale Benk in Nijvel, trouwde in 1840 in Elsene met Louise Dugniolle (1818-1895). Ze hadden zeven kinderen.
  - Jules de Burlet (1844-1897), volksvertegenwoordiger, senator, eerste minister, minister van Staat, trouwde in Antwerpen in 1870 met Julia van Put (1847-1876) en hertrouwde in Elsene in 1879 met Marie Verhaegen (1858-1950). Hij had vier kinderen uit het eerste en drie uit het tweede huwelijk. Op weg naar de uitdoving.
    - Pierre de Burlet (1876-1938), volksvertegenwoordiger. Uitgedoofde tak.

  - Constantin de Burlet (1846-1925), ingenieur van Brugge en Wegen, burgemeester van Baulers trouwde in 1876 met Pauline Nopener (1856-1909). Ze hadden vier dochters en een zoon die ongehuwd bleef. Deze familietak is uitgedoofd. In 1884 kwam Constantin de Burlet aan het hoofd van de Nationale Maatschappij van Buurtspoorwegen en leidde deze openbare dienst gedurende meer dan dertig jaar.